# 東京こんぴ
『東京こんぴ』（とうきょうこんぴ）は、2012年3月7日にビクターエンタテインメントより発売されたコンピレーション・アルバムである。2ヶ月後の5月23日にリリースされた『東京こんぴ 藍盤』（とうきょうこんぴ あおばん）についても併せて扱う。

## 概要
- キャッチコピーは「新しい東京土産」。
- 『東京こんぴ』はタイトルが「東京」の楽曲だけを集めたコンピレーションアルバム。『藍盤』ではタイトルに「東京」を含む楽曲が選曲されている。
- 『東京こんぴ』でははとバスによるツアー「東京スカイツリーと東京タワー 二大タワー競演一日ツアー」への応募抽選ハガキが封入されている。
- 2作ともライナーノーツは鹿野淳が担当。

## 収録曲

### 東京こんぴ
収録曲は全曲タイトルが「東京」のため、表記が違うものを除きアーティスト名のみを記載。
1. くるり
デビューシングル 「東京」収録曲。
2. eastern youth
オムニバス・アルバム『極東最前線2』収録曲。
3. 倉橋ヨエコ
3rdアルバム『東京ピアノ』収録曲。
4. GOING UNDER GROUND
4thアルバム『h.o.p.s.』収録曲。
5. サニーデイ・サービス
2ndアルバム『東京』収録曲。
6. BEGIN
30thシングル「三線の花」収録曲。オリジナル歌唱はフォークソンググループのマイ・ペース。
7. 小谷美紗子
9thアルバム『OUT』収録曲。
8. Tokyo：□□□
6thアルバム『everyday is a symphony』収録曲。
9. Base Ball Bear
3.5thアルバム『DETECTIVE BOYS』収録曲。
10. ガガガSP
2ndシングル「線香花火」収録曲。
11. GO!GO!7188
4thアルバム『竜舌蘭』収録曲。
12. THE ラブ人間
13. 弦楽四重奏曲第9番ホ長調「東京」：毛皮のマリーズ
2ndアルバム『ティン・パン・アレイ』収録曲。

### 東京こんぴ 藍盤
1. 東京ハチミツオーケストラ：チャットモンチー
2. 東京炎上：フジファブリック
3. モノクロトウキョー：サカナクション
4. tokyo blues：斉藤和義
5. 東京暮らし：bonobos
6. 手のひらの東京タワー：野宮真貴
7. 東京 2006 冬：曽我部恵一
8. 東京の恋人 '04：BLACK BOTTOM BRASS BAND
9. 東京ブギウギ：ユニコーン
10. Tokyo Happy Girl：Cocco
11. トーキョー・イミテーション：椿屋四重奏
12. 1979、東京：七尾旅人
13. 東京タワー：フラワーカンパニーズ
14. 真昼の東京：おおはた雄一